# Робертсон, Кристина
Кристи́на Ро́бертсон (урождённая Са́ндерс; англ. Christina Robertson, Saunders; 17 декабря 1796, Кингхорн, близ Эдинбургa, Великобритания — 30 апреля [12 мая] 1854, Санкт-Петербург, Российская империя) — британская (шотландская) художница, мастер салонного портрета, деятельница николаевской россики. Первая женщина — почётный член Королевской Шотландской академии (с 1829), почётный вольный общник Императорской Академии художеств (с 1841).

## Биография
Кристина Робертсон — племянница работавшего в Лондоне шотландского художника Джорджа Сандерса. Вероятно, он и обучил Кристину живописи, и помогал ей найти заказчиков в начале её пути. С 23 мая 1822 года — супруга портретиста Джемса Робертсона; их венчание состоялось в церкви Мэрилебон в Лондоне. В браке родила восьмерых детей, но зрелого возраста достигли лишь четверо детей — два сына, Джон и Уильям, и две дочери, Агнесс и Мэри.
В 1823 году работы Кристины Робертсон демонстрировались лондонской публике в залах Королевской Академии, а в следующие десять лет она приобрела солидную клиентуру среди аристократии и предпринимателей. С 1829 года — почётный член Королевской академии в Эдинбурге.
Гравюры с портретов Робертсон, напечатанные в журналах и иллюстрированных альманахах, стали хорошо известны в континентальной Европе и в России. По мнению российского биографа Робертсон — сотрудницы Эрмитажа Елизаветы Ренне, эти портреты мало чем отличались от работ современников, публиковавшихся в тех же журналах, но именно следование духу времени сделало Робертсон модной среди петербургской знати.

В первый раз Робертсон приехала в Санкт-Петербург в 1839 году. Вначале она писала портреты знати, некоторые из которых тиражировались в гравюрах Генри Робинсона, также жившего тогда в России. Весной 1841 года Робертсон была приглашена ко двору писать портреты Николая I и его семейства. В том же году серия ростовых портретов императрицы Александры Фёдоровны и её дочерей выставлялась в Академии художеств, а сама Робертсон стала почётным вольным общником Академии (и второй женщиной с этим званием, вслед за Виже-Лебрен). Граф М. Д. Бутурлин, описывая художественную жизнь Петербурга, писал: 
Госпожа Робертсон отобрала почти всю практику у своих собратий. У петербургской тогдашней знати вошло в моду списывать свои портреты заморскою этою артисткою, которая брала за них неслыханные цены, по 4000 или даже по 5000 рублей серебром, если портрет был в натуральный рост, по 2000 (помнится мне) за поясной и по 700 (или около того) рублей за головной, с одними плечами... Модная Британская артистка написала поочередно всю царскую семью во весь рост и получила за то около ста тысяч рублей серебром... не прошло и шести лет, как все эти знаменитые произведения перешли из дворцовых зал в полутемные коридоры, и о г-же Робертсон едва ли кто ныне помнит.
Бутурлин был не вполне прав в своих оценках — акварельные портреты, написанные Робертсон, продолжали украшать рабочие кабинеты Александра II в течение всей его жизни. Парадный портрет Александры Фёдоровны оставался вывешенным в ротонде Зимнего дворца до Октябрьской революции, и пострадал во время переворота.
В 1847 году Робертсон вернулась в Санкт-Петербург. В январе 1849 года её вновь пригласили в Зимний дворец писать портреты невесток Николая I — цесаревны Марии Александровны и великой княгини Александры Иосифовны. В феврале 1850 года Робертсон известили о том, что Николай I «не удовлетворён» новыми портретами и приказали исправить уже написанное. В сентябре 1851 года двор повелел хранителю эрмитажных портретов Ф. А. Бруни вернуть все копии Робертсон без оплаты.
С началом Крымской войны и последовавшим вступлением в неё Великобритании Робертсон лишилась благосклонности царского двора и высокопоставленных заказчиков; художница скончалась в Петербурге в апреле 1854 года, совершенно забытая. Была похоронена на Волковском лютеранском кладбище; могила утрачена.
После Октябрьской революции портреты работы Робертсон, хранившиеся в частных собраниях, были рассеяны по провинциальным музеям. В коллекциях современного Эрмитажа находятся тринадцать работ Робертсон, из которых двенадцать атрибутированы точно, а одна — предположительно: семь портретов членов императорского дома, четыре — представителей семьи Юсуповых из собрания Юсуповского дворца, портрет Ю. Ф. Куракиной и, по мнению Е. П. Ренне, одна из лучших работ Робертсон — «Дети с попугаем». Кто именно изображён на этом двойном портрете 1850 года — так и не известно. Вероятно, что лицо Марии Александровны на эрмитажном портрете было переписано в манере Франца Винтерхальтера уже после смерти Робертсон. Три портрета, вызвавшие в 1850 году недовольство Николая I, хранятся в музеях Петергофа.

## Галерея

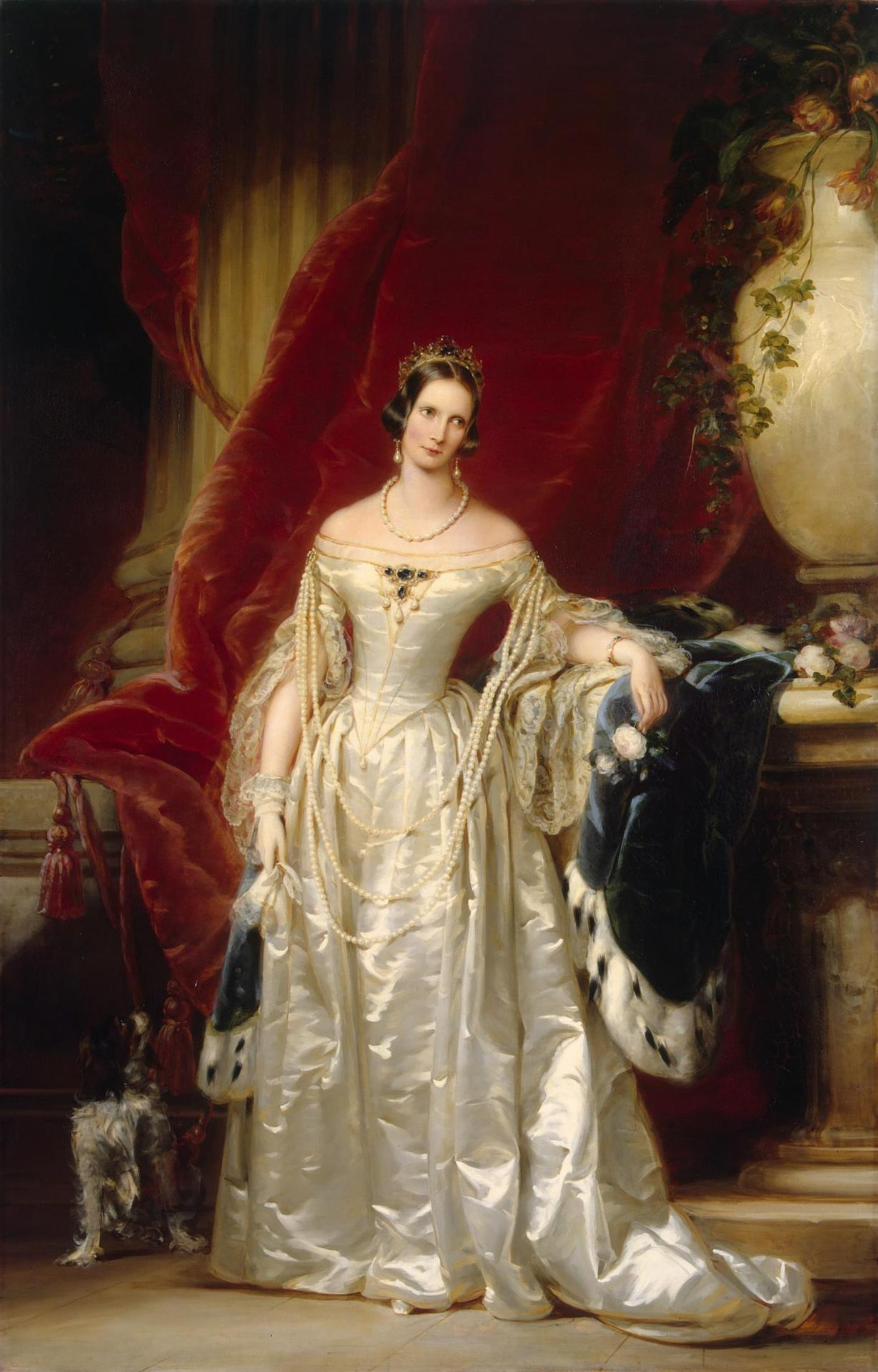
Императрица Александра Фёдоровна, 1841.
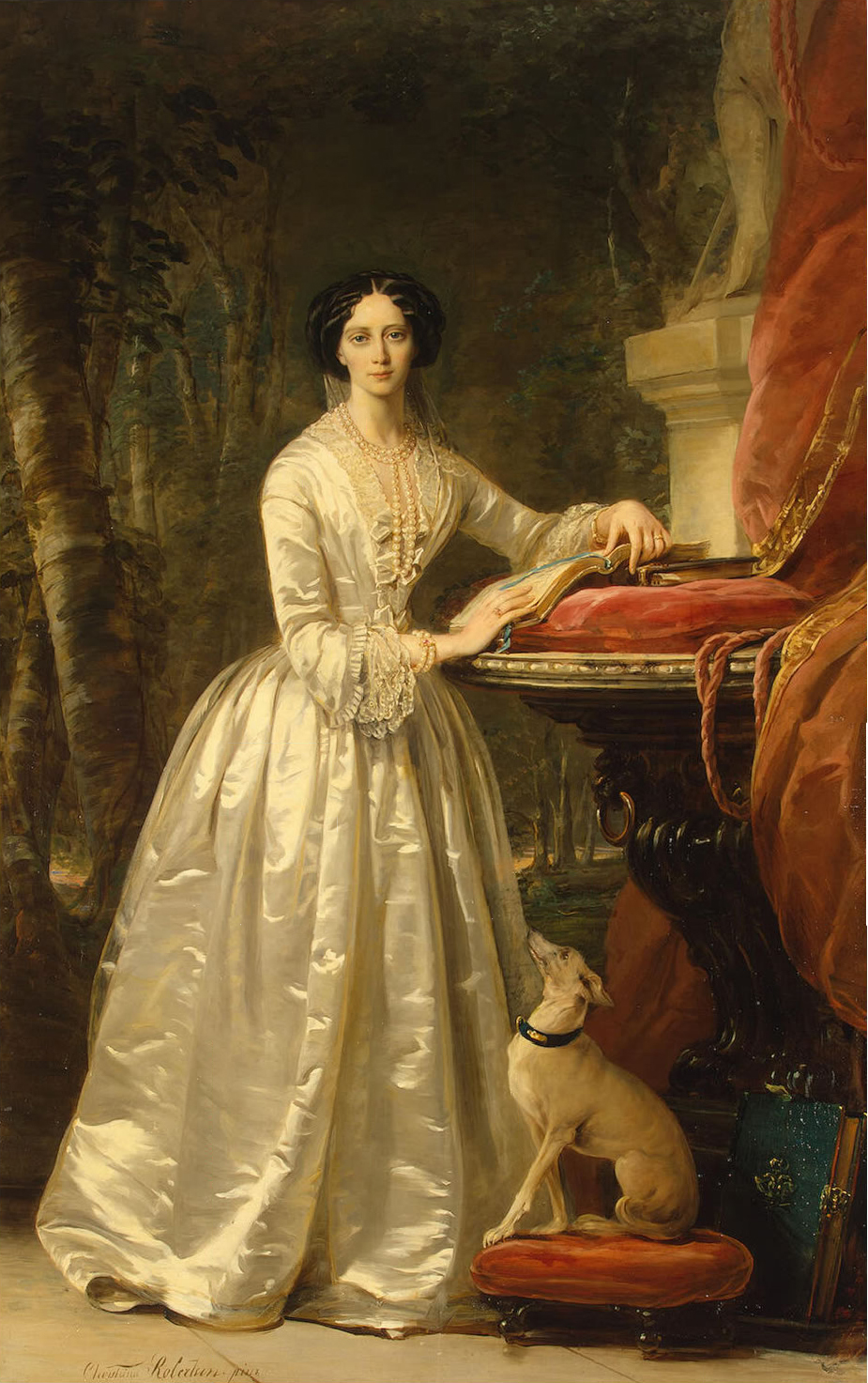
Великая княгиня Мария Александровна, 1849-51 гг.
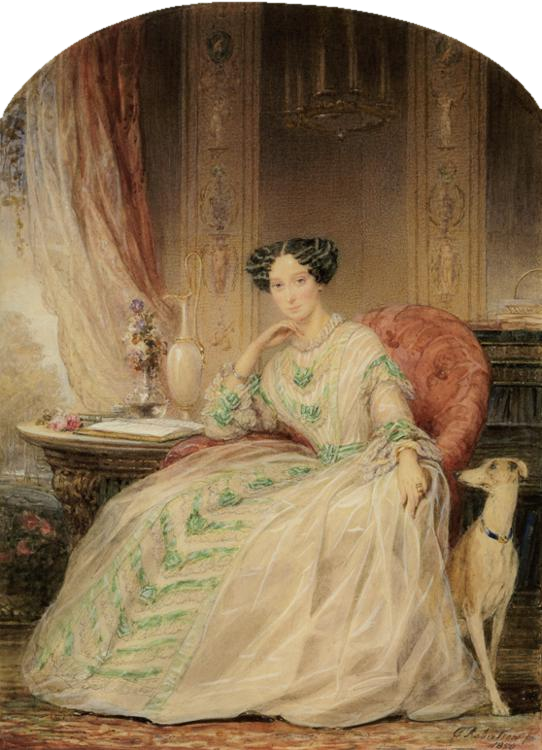
Великая княгиня Мария Александровна, 1850.
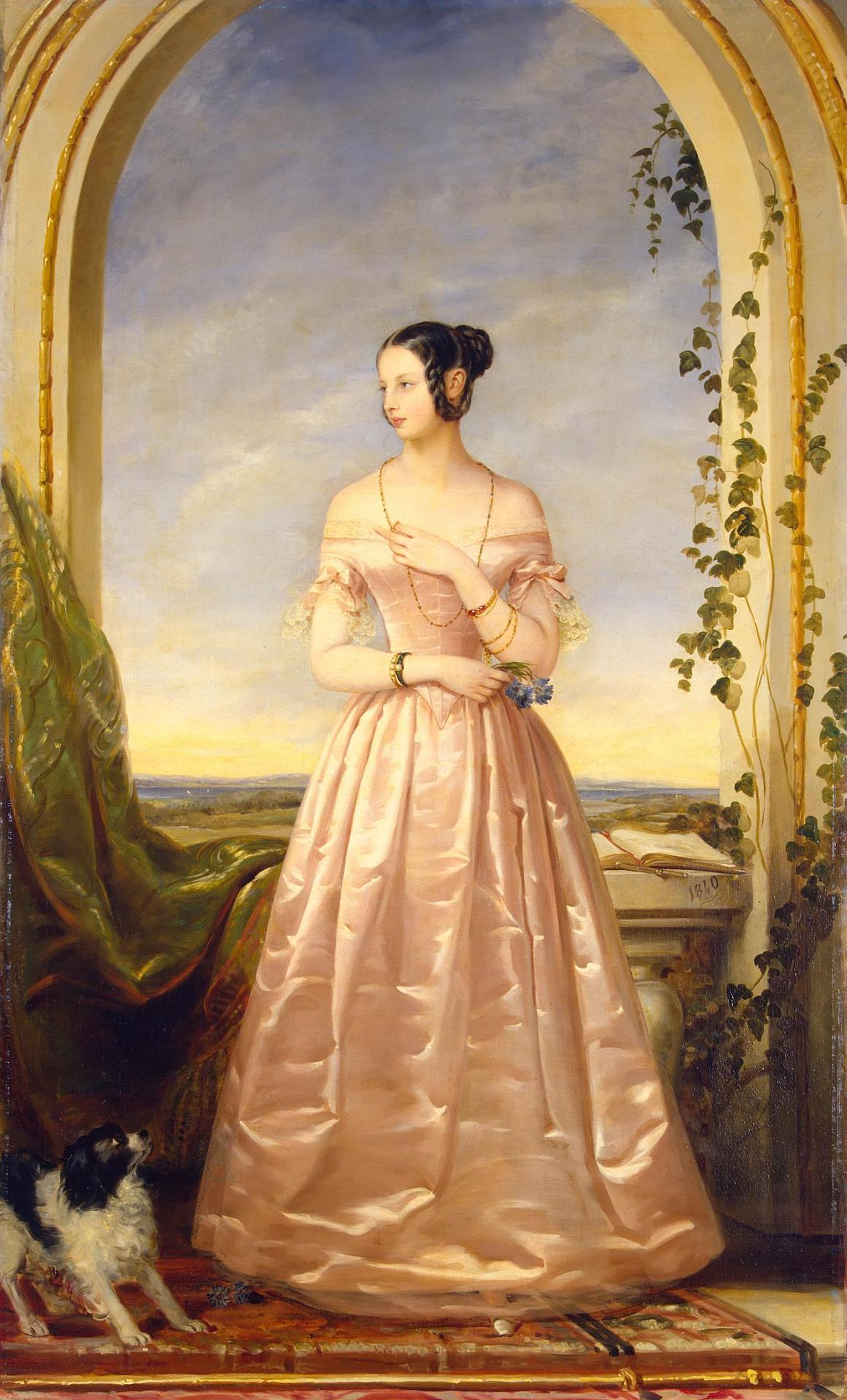
Великая княжна Александра Николаевна, 1850.
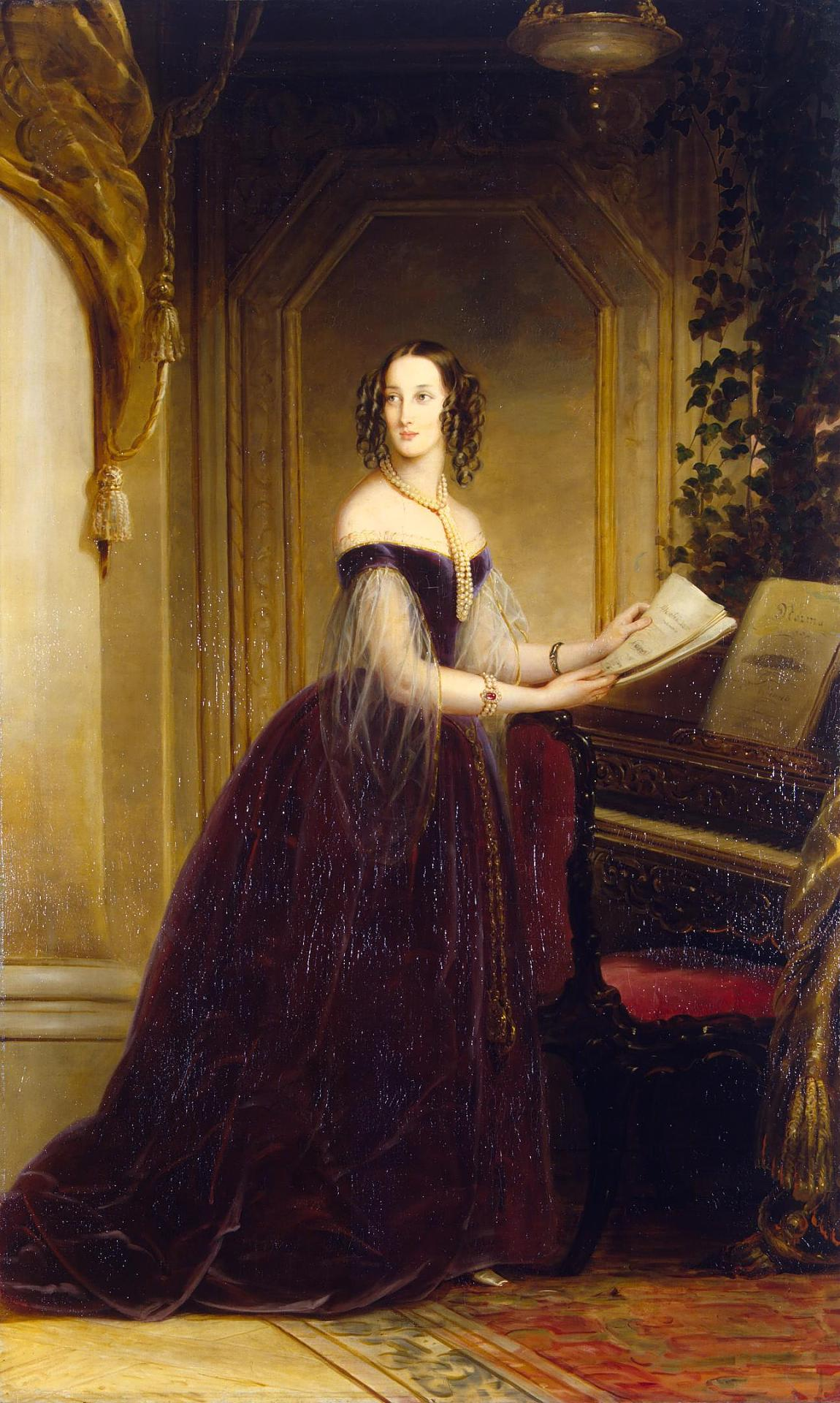
Великая княгиня Мария Николаевна, 1850.
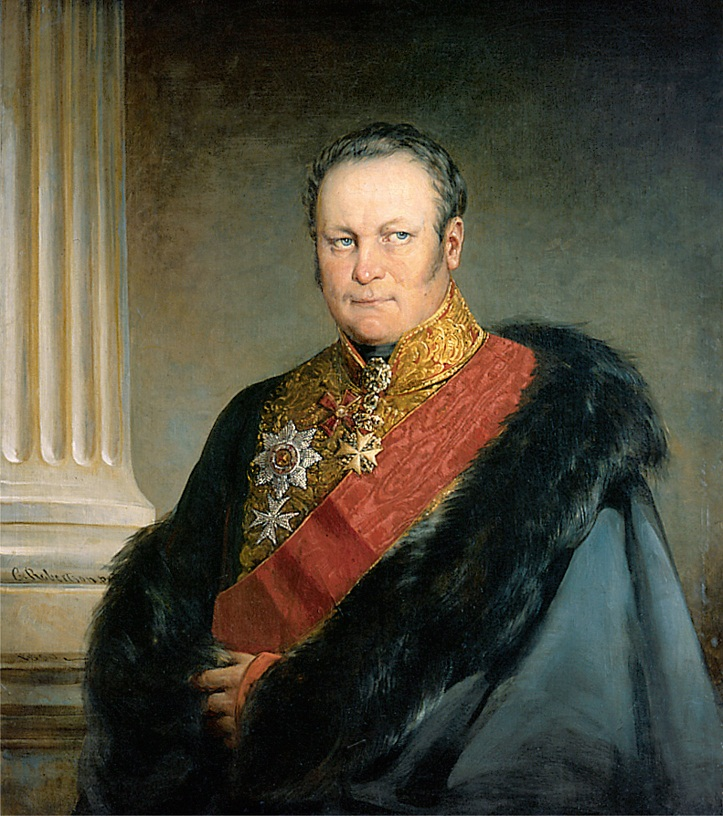
Б. Н. Юсупов, 1850.
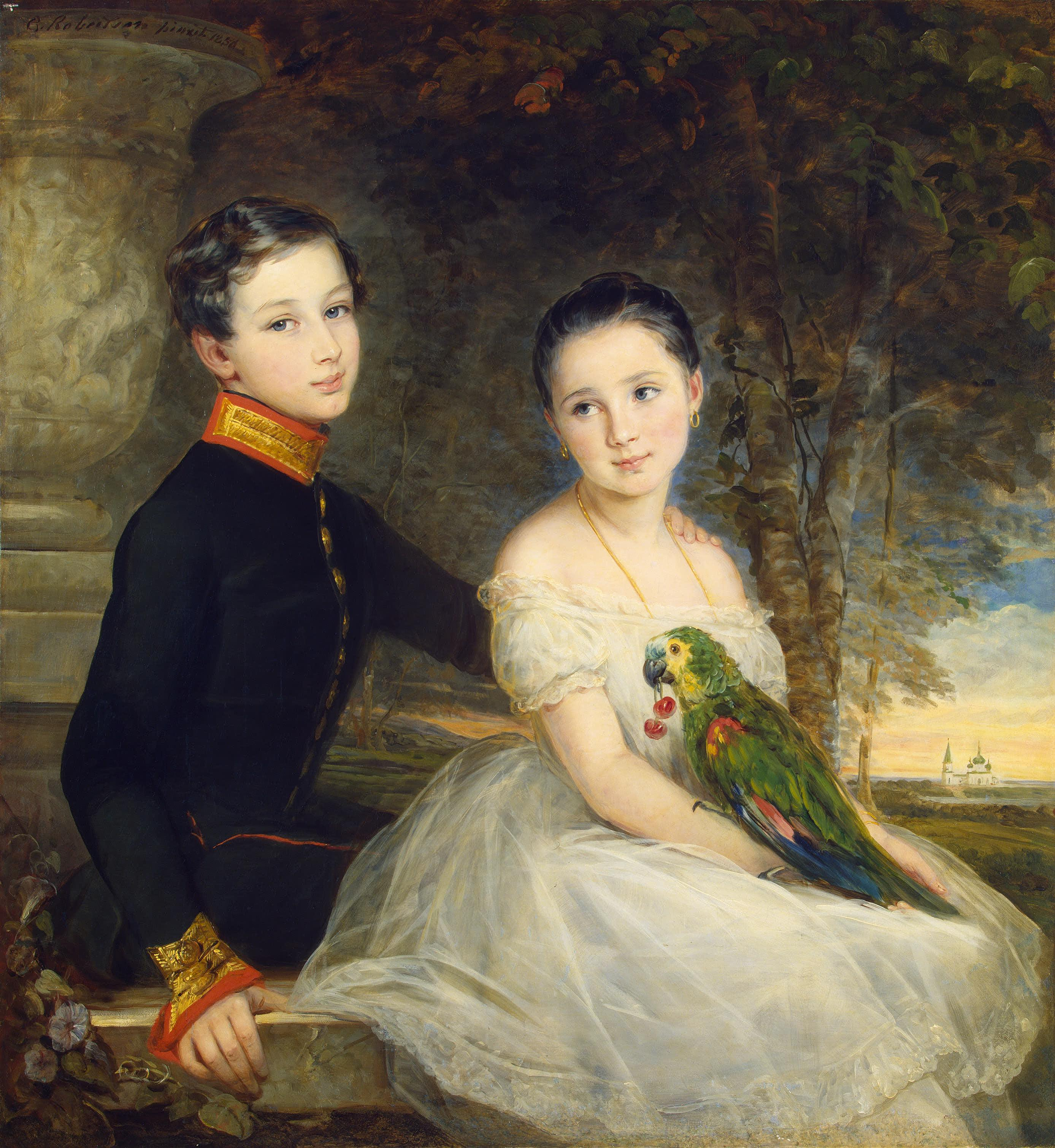
Дети с попугаем, 1850.